# Asia (álbum)
| Críticas profissionais | Críticas profissionais |
| Avaliações da crítica  | Avaliações da crítica  |
| Fonte                  | Avaliação              |
| ---------------------- | ---------------------- |
| allmusic               | link                   |
| Robert Christgau       | (C-) link              |

Asia é o primeiro álbum de estúdio da banda de rock progressivo Asia, lançado em 18 de março de 1982 pela gravadora Geffen Records. O álbum contem a canção de maior sucesso do grupo e canção assinatura, "Heat of the Moment", que alcançou a posição #4 na Billboard Hot 100. Outro sucesso do álbum foi "Only Time Will Tell", que entrou no Top 20, alcançando a posição #17.
O álbum alcançou a primeira posição na parada de álbuns mais vendidos dos Estados Unidos, e de acordo com a Billboard esse foi o álbum mais vendido de 1982. Foi certificado 4x Platina pela RIAA em 10 de fevereiro de 1995 pelas mais de quatro milhões de cópias vendidas nos Estados Unidos.

## Faixas
| N.º | Título                   | Compositor(es)                                        | Duração |  |
| 1.  | "Heat of the Moment"     | Geoff Downes / John Wetton                            | 3:54    |  |
| 2.  | "Only Time Will Tell"    | Geoff Downes / John Wetton                            | 4:48    |  |
| 3.  | "Sole Survivor"          | Geoff Downes / John Wetton                            | 4:52    |  |
| 4.  | "One Step Closer"        | Steve Howe / John Wetton                              | 4:18    |  |
| 5.  | "Time Again"             | Geoff Downes / Steve Howe / Carl Palmer / John Wetton | 4:47    |  |
| 6.  | "Wildest Dreams"         | Geoff Downes / John Wetton                            | 5:11    |  |
| 7.  | "Without You"            | Steve Howe / John Wetton                              | 5:07    |  |
| 8.  | "Cutting It Fine"        | Geoff Downes / Steve Howe / John Wetton               | 5:40    |  |
| 9.  | "Here Comes the Feeling" | Steve Howe / John Wetton                              | 5:43    |  |

## Integrantes
- John Wetton - Baixo, Vocal, Teclado
- Carl Palmer - Bateria, Percussão
- Steve Howe - Guitarra, Violão, Back Vocal
- Geoffrey Downes - Teclado, Back Vocal

## Desempenho nas paradas musicais
| Parada musical (1982)           | Melhor posição |
| ------------------------------- | -------------- |
| Alemanha (Media Control Charts) | 6              |
| Áustria (Parada Musical)        | 13             |
| Canadá (RPM 50 Albums)          | 1              |
| Estados Unidos (Billboard 200)  | 1              |
| Itália (FIMI)                   | 19             |
| Japão (Oricon)                  | 15             |
| Noruega (VG-lista)              | 15             |
| Nova Zelândia (RIANZ)           | 17             |
| Reino Unido (UK Albums Chart)   | 11             |
| Suécia (Sverigetopplistan)      | 27             |

## Certificações
| País                  | Certificação   | Data                    | Vendas certificadas |
| --------------------- | -------------- | ----------------------- | ------------------- |
| Canadá - Music Canada | 3× Platina     | 1 de fevereiro de 1983  | 300.000             |
| Estados Unidos - RIAA | Multi× Platina | 10 de fevereiro de 1995 | 4.000.000           |